# Sama Lukonde
Sama Lukonde (sinh ngày 4 tháng 8 năm 1977) là chính khách của Cộng hòa Dân chủ Congo. Năm 2021, ông được bổ nhiệm chức vụ làm thủ tướng Cộng hòa Dân chủ Congo.